# Torneio José Américo de Almeida Filho
O Torneio José Américo de Almeida Filho, foi uma competição de futebol realizada no Nordeste brasileiro que reunia, predominantemente, clubes da região. O certame foi organizado em razão do estádio homônimo, o Almeidão, em João Pessoa, inaugurado em 1975.
Em 1975, o torneio contou com a participação de seis clubes. Já para a edição seguinte, o certame foi ampliado para doze equipes, com direito à curiosa participação do Volta Redonda, clube do Rio de Janeiro.

## Campeões por edição
| Ano  | Campeão | Ref.  |
| ---- | ------- | ----- |
| 1975 | CRB     | [ 4 ] |
| 1976 | Vitória | [ 5 ] |